# Вртић „Мајски цвет” Костолац
Вртић „Мајски цвет” у Костолцу саставни је део Предшколске установе „Љубица Вребалов” Пожаревац.

## Историјат
Неку врсту претече предшколске установе у Костолцу, представљао је дечији ресторан, који је отворен 1953. године. Ресторан је носио назив „Снежана и седам патуљака”, а налазио се источно од канцеларије Народне милиције. Њиме је руководила Марица Силва. Деца су ту могла да купују и једу разне посластице, сендвиче, кифле, да пију чај и белу кафу, по врло јефтиним и приступачним ценама. На основу „Школских анала”, ресторан је у ствари, био дрвена барака, у којој су били распоређени мали столови и столице прилагођени дечијем узрасту, а зидове су красиле слике јунака из Гримових бајки. У оквиру ове установе, организовани су дечји вашари, на којима су излагане и продаване разне играчке, које су правиле поједине омладинке и чланице организација жена. 
Појављивала су се и друга друштва за бригу о деци. Доласком учитељице Босиљке Грујић, основано је „Друштво пријатеља деце”. Прва председница овог друштва била је Вука Росић, а секретар Босиљка Грујић. Друштво се повремено бавило прикупљањем прилога за сиромашну децу, од којих им је куповало чарапе, одећу и обућу. 
Укидањем дечјег ресторана, који је постојао две године, у истој просторији, отворено је прво дечије забавиште и то на инсистирање и захтев родитеља, а на иницијативу Драгомира Бјелице, тадашњег директора Основне школе у Костолцу. У почетку, забавиштем руководи Загорка Марковић, која на тој дужности остаје све до 1958. године. Рад се одвијао у две смене. Деца од пет година долазила су пре подне, а деца од шест година, после подне. У тим просторијама, забавиште је радило све до 1960. године, након чега је премештено у улицу Вељка Дугошевића, у зграду у којој се дуги низ година налазе и просторије Дома пензионера. 

## Изградња нове зграде
Услови у тим просторијама  били су лоши и тешки за рад са децом, тако да се, захваљујући средствима које је дао Фонд за непосредну дечију заштиту и ИЕК „Костолац”, прешло на савременији начин рада и у боље просторије. Нови, данашњи Вртић „Мајски цвет“ Костолац, сазидан је 1971. године, да би већ 1972. године почео са радом, под надлежношћу Основне школе „Моша Пијаде” у Костолцу. Главни васпитач била је Мирјана Боровац. Формиране су групе полудневног и једна група  целодневног боравка у вртићу. 
Вртић је, у складу са потребама града, дограђен три пута: јаслице 1982. године, проширивање централне зграде вртића 1999. године, а од септембра 2009. године започет је рад у новосазиданом делу објекта, у коме су и данас смештене три групе (две јаслене и једна васпитна, целодневна група). 

## Вртић данас
Вртић „Мајски цвет" у Костолцу као огранак је Предшколске установе „Љубица Вребалов“ у Пожаревцу, Данас има три зграде, савремено опремљене и адекватне за квалитетан васпитно-едукативни рад са децом. У току године, у вртићу се реализује:
- Целодневни боравак деце (од једне до шест и по година);
- Припремни предшколски програм.

Програм целодневног боравка реализују медицинске сестре ‒ васпитачи (рад са децом до три године) и васпитачи (рад са децом од три године до поласка у школу). Васпитачи имају велику васпитно-едукативну улогу у животима деце, јер поред задовољавања основних дечијих потреба, они имају и културолошку улогу да подстичу децу на развој маште и креативно размишљање, уз помоћ разноврсних, а пре свега, планских и осмишљених активности. Програмска оријентација овог облика обезбеђује правилан психо-физички развој, социјалну сигурност, васпитање, образовање и превентивну здравствену заштиту. Васпитни рад и нега деце узраста до три године остварује се у оквиру програмираних активности (моторних, сензорно-перцептивних, ритмичко-музичких, интелектуалних и језичких), социјално-емоционалних односа и неге деце.
Креативне васпитачице су током година водиле разноразне радионице, од којих су најпознатије биле: драмска, плесна и радионица енглеског језика. Сваке године деца из вртића приређују разноразне представе, на опште одушевљење својих суграђана.
Вртић „Мајски цвет“ у Костолцу данас збрињава преко три стотине деце кроз тринаест васпитних група, али због недостатка простора у објекту, издвојене су две припремне четворочасовне групе, које су смештене у адаптираним просторијама костолачког Дома омладине.